# Hussein Kamel al-Majid
Hussein Kamel Hassan al-Majid (Irak 1954- Irak 23 de febrero de 1996) fue yerno y primo lejano de Saddam Hussein, exlíder iraquí.  En agosto de 1995 desertó y se exilió en Jordania asistido por los equipos de inspección encargados de buscar armas de destrucción masiva en Irak de la Comisión Especial de las Naciones Unidas (UNSCOM) y del Organismo Internacional de Energía Atómica (AIEA).

## Biografía
Kamel fue miembro del ejército iraquí, en donde ascendió hasta ser nombrado en 1982 supervisor de la guardia republicana, la unidad de fuerzas especiales del ejército de Irak. Posteriormente y debido a la cercanía que tuvo con Saddam Hussein, este lo nombró como ministro de Industrias, siendo el responsable del programa de desarrollo armamentista iraquí. En 1990 fue nombrado ministro del petróleo. Contrajo matrimonio con Raghad Hussein, hija de Saddam Hussein, vivió en Irak hasta su deserción el 7 de agosto de 1995, cuando junto a su esposa, su hermano Saddam Kamel al-Majid y la esposa de este Rana Hussein, también hija del líder iraquí, viajó a Jordania, en donde se les concedió asilo, ya en ese país inició su colaboración con la Comisión Especial de las Naciones Unidas, la CIA y el MI6 británico, a quienes proporcionó gran cantidad de información sobre el programa de armas iraquí, confirmando que Irak había puesto en desarrolló un programa de armas biológicas antes de la guerra del Golfo, pero que estas habían sido destruidas tras la misma, así como los lugares en donde se encontraba la documentación de los programas de armas no declarados por el gobierno de Irak. Saddam Hussein previendo las declaraciones de su yerno, permitió a los inspectores de la ONU visitar sitios de desarrollo de armas y les entregó toda la documentación que estos le requirieron para su análisis.

## Regreso a Irak y asesinato
Saddam Hussein tuvo contacto telefónico con su hija Raghad y le manifestó su deseo de que retornaran a Irak, ofreciéndole a los hermanos Kamel el perdón y jurando que no tomaría venganza contra ellos, por esto y dado que la información que Hussein Kamel proporcionaba a los inspectores de la ONU no era ya de utilidad para estos, dejaron de apoyarlo, decidió regresar a Irak en febrero de 1996, inmediatamente cruzó la frontera, se le informó del decreto que lo divorciaba de su esposa, hija del presidente iraquí, por haber cometido actos de traición, sin embargo Saddam Hussein nuevamente dijo que les perdonaba tal traición y no habría consecuencias para ellos, no obstante parientes de los hermanos Kamel al-Majid con el propósito de limpiar de su clan la deshonra que la traición de estos habían traído a su familia, lo asesinaron junto a su hermano el 23 de febrero de 1996 durante un tiroteo que duró 13 horas.